# ラオス＝ミャンマー友好橋
ラオス＝ミャンマー友好橋（ラオス＝ミャンマーゆうこうきょう、ラオ語：ຂົວມິດຕະພາບ ລາວ-ມຽນມາ）とは、ミャンマーとラオスとを結ぶ、メコン川を国境線として架けられた橋のことである。
建設費用はラオスとミャンマーが折半し、ラオス側はLao Construction Consortiumによる。当初は2015年8月の完成予定であったが2015年5月に繰り上げられている。

## 概要
2013年2月から約2600万USドルの費用でラオスとミャンマーの企業によって建設され、2015年5月9日に開通した。橋の全長は691.6 m、幅10.95 m、歩道が上下線各1本ずつ通っている。橋の両端にそれぞれの国の出入国管理所があり出国を済ませた後バスにて対岸まで渡り入国を行う。